# Borojoa panamensis
Borojoa panamensis är en måreväxtart som beskrevs av John Duncan Dwyer. Borojoa panamensis ingår i släktet Borojoa och familjen måreväxter. Inga underarter finns listade i Catalogue of Life.